# Kommunistische Partei Südossetiens
Die Kommunistische Partei Südossetiens (russisch Коммунистическая партия Республики Южная Осетия; ossetisch Хуссар Ирыстоны Коммунистон парти) ist eine politische Partei in der international nur von wenigen Staaten anerkannten Republik Südossetien. Der aktuelle Parteivorsitzende ist Stanislaw Kotschijew, ehemaliger Sprecher des südossetischen Parlaments.

## Geschichte
Die Partei wurde 1993 gegründet und wurde am 15. Mai desselben Jahres in den Parteienverbund der Union der Kommunistischen Parteien der Nachfolgestaaten der Sowjetunion aufgenommen. 1994, bei der ersten Parlamentswahl seit der De-facto-Unabhängigkeit des Landes errang die Kommunistische Partei Südossetiens insgesamt 19 der 36 Sitze im Parlament. Bei der Präsidentschaftswahl 1999 erreichte die KP-JUO im ersten Wahlgang mit ihrem Spitzenkandidaten Stanislaw Kotschijew etwa 24 % der Stimmen, es kam zur Stichwahl zwischen Kotschijew und Eduard Kokoity, in der Kotschijew mit 40 % der Stimmen unterlag.
Bei der Parlamentswahl 2004 konnte die Partei etwa 25 % der Wähler für sich gewinnen. Bei der Parlamentswahl 2009 erhielt die Partei 22,25 Prozent der Stimmen und war damit knapp hinter der Südossetischen Volkspartei drittstärkste Kraft. Sie war mit acht Sitzen im Südossetischen Parlament vertreten. Bei der Präsidentschaftswahl 2012 erhielt der Spitzenkandidat der Partei, Stanislaw Kotschijew, im ersten Wahlgang lediglich etwa 5,3 % der Stimmen. Bei späteren Präsidentschaftswahlen trat seither kein Kandidat der Partei mehr an. Bei der Parlamentswahl 2014 konnte die Partei nur 4,4 % erreichen und verpasste damit den Einzug ins Parlament. 2019 konnte der KP-JOU mit 7,3 % der Wiedereinzug ins Parlament gelingen. Sie ist seither mit einem Sitz vertreten.